# Palais Fellner

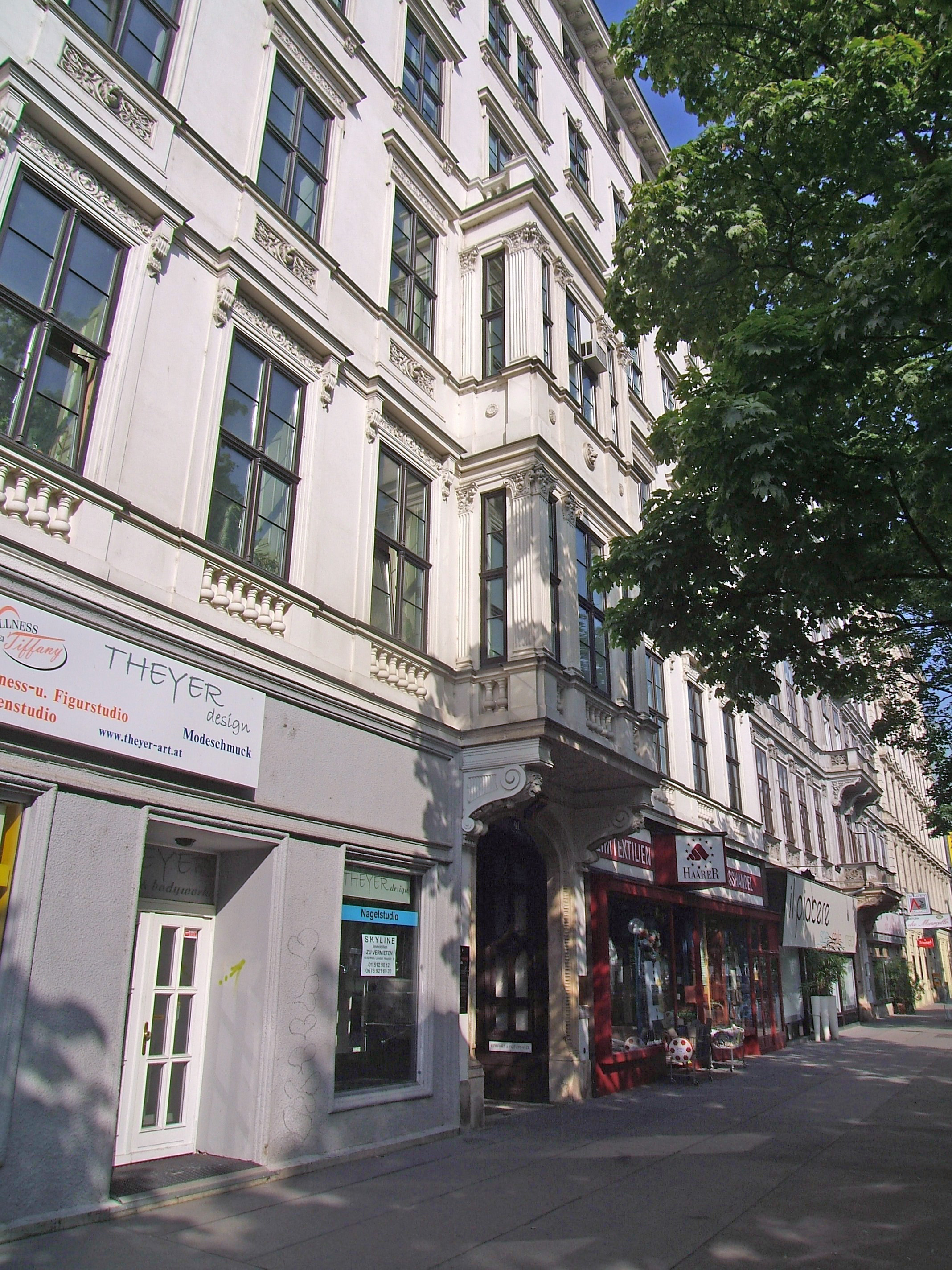
Palais Fellner

Das Palais Fellner befindet sich im 1. Wiener Gemeindebezirk Innere Stadt, Franz-Josefs-Kai 41.

## Geschichte
Das Palais wurde in den Jahren 1860/61 von Wilhelm Grohs inmitten eines strenghistoristischen Wohnhausensembles gegenüber dem zur gleichen Zeit angelegten Kaipark erbaut und 1996 renoviert.

## Beschreibung
Die sechsgeschoßige Fassade wird von einem über zwei Geschoße reichenden Mittelerker über dem Portal dominiert. Das Korbbogenportal trägt einen schönen Wappenschlussstein. Zwei Volutenkonsolen mit Löwenköpfen tragen den Erker, der mit kannelierten Pilastern und Blendbalustraden dekoriert ist. Die Blendbalustraden zieren auch die Parapeten der Fenster der Beletage, die oben mit einer geraden Fensterverdachung auf Konsolen abgeschlossen sind. Das Löwenkopfmotiv umgeben von floralen Motiven findet sich auch in den Parapetenfeldern des darüber liegenden Geschoßes wieder. 